# Nola Darling (Fernsehserie)
Nola Darling (Originaltitel She's Gotta Have It) ist eine US-amerikanische Fernsehserie, die am 23. November 2017 auf dem Video-on-Demand-Anbieter Netflix ihre Premiere feierte. Sie basiert auf der Komödie Nola Darling, dem Spielfilmdebüt des Regisseurs Spike Lee aus dem Jahr 1986. Lee entwickelte die Serie, führte bisher bei allen Folgen Regie und verfasste die Drehbücher von drei Episoden.
Am 1. Januar 2018 gab Netflix bekannt, eine zweite Staffel bestellt zu haben, diese wurde am 24. Mai 2019 erstmals veröffentlicht. Am 17. Juli 2019 verkündete Netflix, dass es keine dritte Staffel geben und die Serie somit enden wird.

## Handlung
Nola Darling ist eine junge Malerin und Kunstlehrerin, die in einem Viertel von Brooklyn lebt, das immer mehr gentrifiziert wird. Sie ist polyamorös und führt sexuelle Beziehungen mit drei Männern: Jamie Overstreet, einem einfühlsamen Familienvater und recht wohlhabendem Finanzberater; Mars Blackmon, einem nonchalanten Hipster, der in einem Fahrradladen arbeitet und Greer Childs, einem arroganten, selbstverliebten Model. Die drei wissen zunächst nichts voneinander. Sie tun sich oftmals schwer mit Nolas Wunsch, unabhängig zu bleiben. Nola, die pansexuell ist, trifft zudem im Lauf der Serie auf ihre alte Sexpartnerin Opal Gilstrap. Die beiden lassen ihre Beziehung wieder aufleben, und Nola freundet sich mit Opals Tochter Skylar an. Die beiden trennen sich zwar für einige Zeit, leben aber am Anfang der zweiten Staffel in einer festen Beziehung zusammen.
Neben Nolas Privatleben werden in mehreren Episoden auch politische Themen behandelt. So beginnt beispielsweise die achte Episode der ersten Staffel mit den Reaktionen der Charaktere auf den Wahlsieg Donald Trumps. In der neunten Folge derselben Staffel protestieren mehrere Figuren gegen die bereits erwähnte Gentrifizierung ihres Viertels. In der siebten Episode der zweiten Staffel reisen Nola und Mars mit ihren Freunden Shemekka Epps und Winnie Win nach San Juan, um Hurrikan-Opfer finanziell zu unterstützen, die von der US-Regierung kaum beachtet werden. Zudem vertritt Nola feministische Positionen, da sie für Emanzipation sowie Gleichberechtigung eintritt und porträtiert Shemekka, eine aufstrebende Tänzerin, da diese laut ihr perfekt die Weiblichkeit schwarzer Frauen aus Brooklyn repräsentiert.

## Besetzung
Die Synchronisation der ersten Staffel wurde bei der TV+Synchron erstellt, die Synchronisation der zweiten Staffel entstand bei der Berliner Synchron. Bettina Kenney, Vera Bunk, Marco Rosenberg und Fabian Kluckert verfassten die Dialogbücher der ersten Staffel, bei der Daniel Johannes die Dialogregie führte. Seit der zweiten Staffel ist Heike Schroetter für Dialogbuch und -regie verantwortlich.

### Hauptbesetzung
| Rolle                   | Schauspieler   | Hauptrolle | Nebenrolle      | Synchronsprecher   |
| ----------------------- | -------------- | ---------- | --------------- | ------------------ |
| Nola Darling            | DeWanda Wise   | 1.01–2.09  |                 | Damineh Hojat      |
| Mars Blackmon           | Anthony Ramos  | 1.01–2.09  |                 | Jannik Endemann    |
| Jamie Overstreet        | Lyriq Bent     | 1.01–2.09  |                 | Jan-David Rönfeldt |
| Greer Childs            | Cleo Anthony   | 1.01–2.09  |                 | Peter Sura         |
| Clorinda „Clo“ Bradford | Margot Bingham | 2.01–2.09  | 1.01–1.09       | Mareile Moeller    |
| Shemekka Epps           | Chyna Layne    | 2.01–2.09  | 1.01–1.09       | Vera Bunk          |
| Raqueletta Moss         | De'Adre Aziza  | 2.01–2.09  | 1.04–1.05, 1.08 | Heide Domanowski   |

### Nebenbesetzung
| Rolle             | Schauspieler          | Nebenrolle                  | Synchronsprecher                                         |
| ----------------- | --------------------- | --------------------------- | -------------------------------------------------------- |
| Opal Gilstrap     | Ilfenesh Hadera       | 1.01–2.09                   | Nora Kunzendorf                                          |
| Bianca Tate       | Kim Director          | 1.01–2.09                   | Anke Reitzenstein                                        |
| Cheryl Overstreet | Sydney Morton         | 1.02–2.09                   | Melanie Hinze                                            |
| Rachel            | Elise Hudson          | 1.01–2.09                   | Antje Thiele                                             |
| Papo              | Elvis Nolasco         | 1.02–2.09                   | Daniel Schütter (Staffel 1) Christoph Banken (Staffel 2) |
| Dr. Jamison       | Heather Headley       | 1.03–2.09                   | Dana Friedrich                                           |
| Winnie Win        | Fat Joe               | 1.02–2.09                   | Roman Kretschmer                                         |
| Septima           | Joie Lee              | 1.02–2.09                   | Harriet Kracht                                           |
| Skylar Gilstrap   | Indigo Hubbard-Salk   | 1.04–2.09                   | Derya Flechtner                                          |
| Danton Phillips   | James McCaffrey       | 1.04, 1.06, 2.02–2.03, 2,06 | Frank Muth                                               |
| Virgil Overstreet | Brandon Niederauer    | 1.05, 1.08, 2.02, 2.05–2.06 | Lukas Berglund (Staffel 1) Jonas Frenz (Staffel 2)       |
| Stokely           | Thomas Jefferson Byrd | 1.02–2.09                   | Raimund Krone                                            |
| Cash Jackson      | Craig muMs Grant      | 1.02, 1.06, 1.09            | Paul Matzke                                              |
| sie selbst        | Carrie Mae Weems      | 2.04                        | Heike Schroetter                                         |
| sie selbst        | Amy Sherald           | 2.04                        | Cornelia Waibel                                          |
| Andrew Goldling   | Nolan Gerard Funk     | 2.05                        | Amadeus Strobl                                           |
| Julius Kemper     | Wallace Shawn         | 1.06, 1.08                  | Gerald Schaale                                           |

## Episodenliste

### Staffel 1
| Nr. (ges.)                                                                                   | Nr. (St.) | Deutscher Titel                                             | Originaltitel                                    | Regie     | Drehbuch             |
| -------------------------------------------------------------------------------------------- | --------- | ----------------------------------------------------------- | ------------------------------------------------ | --------- | -------------------- |
| 1                                                                                            | 1         | #Anstoß (Doktrin)                                           | #DaJumpoff (DOCTRINE)                            | Spike Lee | Spike Lee            |
| 2                                                                                            | 2         | #Kurven (Selbstwertgefühl)                                  | #BootyFull (SELF ACCEPTANCE)                     | Spike Lee | Radha Blank          |
| 3                                                                                            | 3         | #LBD (Kleines Schwarzes)                                    | #LBD (LITTLE BLACK DRESS)                        | Spike Lee | Lynn Nottage         |
| 4                                                                                            | 4         | #LiebeIstLiebe (Sexualität ist fließend)                    | #LuvIzLuv (SEXUALITY IS FLUID)                   | Spike Lee | Eisa Davis           |
| 5                                                                                            | 5         | #FürMeineNegerUndMeineBitsches (Wörter sind wichtig)        | #4MyNegusAndMyBishes (ALL WORDS MATTER)          | Spike Lee | Barry Michael Cooper |
| 6                                                                                            | 6         | #ErBringtAllesDurcheinander (Legasthenie)                   | #HeGotItAllMixedUp (DYSLEXIA)                    | Spike Lee | Cinqué Lee           |
| 7                                                                                            | 7         | #HowToMakeLoveToANegroWithoutGettingTired                   | #HowToMakeLoveToANegroWithoutGettingTired        | Spike Lee | Joie Lee             |
| 8                                                                                            | 8         | #MitLiebeKannManNichtBezahlen (If you don't know me by now) | #LoveDontPayDaRent (IF YOU DON’T KNOW ME BY NOW) | Spike Lee | Barry Michael Cooper |
| 9                                                                                            | 9         | #VeränderungImAnmarsch (Gentrifizierung)                    | #ChangeGonCome (GENTRIFICATION)                  | Spike Lee | Radha Blank          |
| 10                                                                                           | 10        | #NolasWahl (3mal unumstößlich)                              | #NolasChoice (3 DA HARD WAY)                     | Spike Lee | Spike Lee            |
| Am 23. November 2017 wurden alle Folgen der Staffel gleichzeitig bei Netflix veröffentlicht. |           |                                                             |                                                  |           |                      |

### Staffel 2
| Nr. (ges.)                                                                              | Nr. (St.) | Deutscher Titel                   | Originaltitel                        | Regie     | Drehbuch             |
| --------------------------------------------------------------------------------------- | --------- | --------------------------------- | ------------------------------------ | --------- | -------------------- |
| 11                                                                                      | 1         | #SuperGlücklich                   | #I'mFeelingMyFeelings                | Spike Lee | Spike Lee            |
| 12                                                                                      | 2         | #EndstationConeyIsland            | #ConeyIslandIsTheEndOfTheLine        | Spike Lee | Cinqué Lee           |
| 13                                                                                      | 3         | #LiebeTutWeh                      | #LuvStings                           | Spike Lee | Jocelyn Bioh         |
| 14                                                                                      | 4         | #NationTime                       | #NationTime                          | Spike Lee | Radha Blank          |
| 15                                                                                      | 5         | #SuperFunkyCaliFragiSexy          | #SuperFunkyCaliFragiSexy             | Spike Lee | Barry Michael Cooper |
| 16                                                                                      | 6         | #Konsequenzen                     | #WhenYourChickensComeHometoRoost     | Spike Lee | Antoinette Nwandu    |
| 17                                                                                      | 7         | #WusstetIhrSchon?                 | #OhJudoKnow?                         | Spike Lee | Lemon Andersen       |
| 18                                                                                      | 8         | #AufstiegAbstiegUndWiedereinstieg | #OnTheComeUpTheComeDown&TheComeRound | Spike Lee | Joie Lee             |
| 22                                                                                      | 9         | #IchBinDeinSpiegel                | #IAmYourMirror                       | Spike Lee | Eisa Davis           |
| Am 24. Mai 2019 wurden alle Folgen der Staffel gleichzeitig bei Netflix veröffentlicht. |           |                                   |                                      |           |                      |

## Rezeption
In der Internet Movie Database erreichte die Serie eine Wertung von 6,7 aus zehn Sternen basierend auf 3210 abgegebenen Stimmen. Die erste Staffel erreichte auf Rotten Tomatoes eine Kritikerwertung von 88 Prozent basierend auf 56 Kritiken sowie eine Zuschauerbewertung von 78 Prozent basierend auf 196 Stimmen. Die zweite Staffel erhielt eine durchschnittliche Kritikerwertung von 67 Prozent basierend auf 9 Kritiken. Auf Metacritic erhielt die Serie eine Wertung von 77 aus 100 Prozent basierend auf 26 Kritiken.
Sibel Schick kritisierte in der taz, dass Nola Darling nicht wirklich pansexuell, sondern lediglich eine „typisch hetero-flexible Frau mit minimalen homosexuellen Tendenzen“ sei. Zudem sei Nola nicht wirklich unabhängig, da sie, nachdem ihr Liebhaber Jamie sie nicht mehr finanziell unterstützen will, ein Stipendium erhält. Dafür lobte Schick einen Unterschied zum Film: In diesem wird Nola von Jamie vergewaltigt, was sie nicht wirklich kümmert, da sie dies als Strafe für ihren Lebensstil betrachtet. In der Serie wird Nola hingegen auf der Straße von einem Fremden sexuell belästigt, was sie traumatisiert und Flashbacks verursacht. Die Darstellung der Folgen sexualisierter Gewalt werde im Fernsehen selten gezeigt, sodass diese Darstellung in der Serie umso wichtiger sei. Zudem sei die Musik der Produktion wunderschön. Schick schloss ihre Kritik mit den Worten, dass Nola Darling eine „wichtige Produktion für die Repräsentation von People of Colour“ sei, vor allem deshalb, weil die Figuren nicht nur über ihre Hautfarbe definiert würden. Die Serie falle allerdings bei der Darstellung von pansexuellen, selbstbestimmten Frauen durch.

„Erst der Schlüsselmoment des sexuellen Übergriffs gibt dem Geschehen eine Richtung. So alltäglich der Vorfall zunächst wirkt und so schnell er vergessen zu sein scheint – etwas nistet sich ein in Nolas Unterbewusstsein und entwickelt sich zur traumatischen Erfahrung, die ihren ganzen Lebensentwurf infrage stellt. (...) Nun zweifelt sie nicht nur an ihrer Sexualität und dem Konzept der Polyamorie, sondern auch an ihrer seelischen Gesundheit. (...)
Lee zeigt in Nola Darling ein stramm durchgentrifiziertes Fort Greene, in dem die schwarzen Einwohner von weißen Neuankömmlingen aus ihren Brownstones herausgekauft werden – wohl wissend, dass es auch seine Filme waren, die mit ihrer schillernden Darstellung des New Yorker Borroughs zu dessen heutiger Attraktivität beitrugen. (...) Zum Kampf um die Straßen von Brooklyn kommt in Nola Darling aber auch der Kampf der Protagonistin gegen Sexismus und sexuelle Gewalt, den die Filmvorlage verweigert hatte. Es gehört zu den Stärken der mitunter unausgegorenen Serie, dass Nola diesen Kampf vor allem mit den Mitteln der Kunst führt. (...) Im Jahr 2017 ist Nolas Lebenswandel nicht mehr revolutionär. Ihr Umgang mit sexueller Gewalt ist es umso mehr.“